# نهرم
نهرم (به ترکی آذربایجانی: Nehrəm) یک منطقهٔ مسکونی در جمهوری آذربایجان است که در شهرستان بابک واقع شده‌است. نهرم ۱۳٬۹۰۰ نفر جمعیت دارد.
روستای بزرگ «نِهرم» در پانزده کیلومتری جنوب شهر نخجوان و در کنار رود ارس قرار دارد. این روستا یکی از مراکز مشهور به دیانت در نخجوان محسوب می‌شود.
بارگاه امامزاده عقیل و شش باب مسجد در این روستا قرار دارد. مساجد این روستا عبارتند از:
مسجد گوللو، حصار، حاج‌مهدی، خندق، جامع و حسینی. امامزاده در وسط قبرستان بزرگ نهرم واقع شده و دارای گنبد و مناره‌های بلندی است. می‌گویند: این امامززاده از اولاد امام کاظم است. در داخل بارگاه، ضریحی چوبین و لرزان بر روی قبری نصب شده است. ضریح را با پارچه‌های سیاه پوشانده‌اند. آینه، ساعت، قرآن، تصاویر مذهبی، شعر «نادِ علیاً مظهرالعجائب» و … بر دیوارهای امامزاده دیده می‌شود.